# Наньнинская операция
Наньнинская операция — военная операция японской армии по захвату Наньнина (провинция Гуанси), проводившаяся с 15 ноября по 1 декабря 1939 года во время японо-китайской войны, с целью перерезать «маршрут помощи» западных держав Китаю.
Отрезание линий снабжения (маршрутов помощи), соединяющих Китай и западные державы, стало важным вопросом в стратегии Японии в отношении Китая. Среди маршрутов помощи особенно важным стал «Французский индокитайский маршрут», объем перевозок которого увеличился примерно в четыре раза примерно с 1938 года. Япония неоднократно в ходе дипломатических переговоров просила Францию перекрыть этот маршрут, но переговоры не принесли никакого прогресса. В 1939 году японский ВМФ выдвинул идею захвата Наньнина, перекрытия маршрутов помощи и даже создания во внутренних районах авиабазы для бомбардировок.
15 и 16 ноября японские войска, посаженные на примерно 70 кораблей, вышли из залива Санья на острове Хайнань и высадились на побережье залива Циньчжоу. Десантная операция прошла в ненастную погоду, и японским войскам удалось высадиться, застигнув китайские войска врасплох и не встретив особого сопротивления. После высадки 5-я дивизия сформировала три колонны и преследовала отступающую китайскую армию, оказывавшую сопротивление по рубежам. Китайская армия отступила на северный берег реки Сюнцзян (река шириной 250 м, протекающая к югу от Наньнина).
Вечером 22 ноября 5-я дивизия прибыла на южный берег реки Чан и приняла решение атаковать Наньнин с двух направлений. Обе группы переправились через реку, используя захваченные лодки. Завязались бои за город с 135-й дивизией китайской армии. Китайцы оказывали сильное сопротивление, переходя ночью в штыковые контратаки. 24 ноября японская армия вошла в Наньнин и захватила штаб и другие важные военные объекты. Город был очищен в течение следующих двух дней; некоторые подразделения взяли под контроль окружающую горную местность.
По состоянию на 1 декабря потери китайской армии составили 6125 брошенных тел и 664 военнопленных, тогда как потери японской армии составили 145 убитых и 315 раненых.
Таким образом, в результате операции японцы успешно отрезали Чунцин от океана, фактически перекрыв иностранную помощь для Китая. Помощь Китаю теперь оказывалась только из Индокитая и по Бирманской дороге.
В последующем китайцы были в состоянии осуществить несколько крупных контрнаступлений. Большинство боёв произошло за перевал Куньлунь. После захвата в сентябре 1940 года Индокитая японцы смогли отрезать от Китая этот маршрут помощи. Таким образом для снабжения осталась только Бирманская дорога. К ноябрю 1940 года японские войска были эвакуированы из Гуанси, за исключением некоторых прибрежных анклавов.